# Ratpenat groc de Madagascar
El ratpenat groc de Madagascar (Scotophilus robustus) és una espècie de ratpenat endèmica de Madagascar.